# 上長沼
上長沼（かみながぬま）は、茨城県つくばみらい市の地名。郵便番号は300-2453。
　

## 地理
つくばみらい市の北部に位置し、地域内を茨城県道130号常総取手線が通る。つくばみらい市立十和小学校があり、旧十和村の中心地域であった。周辺は常総取手線に沿って、住宅・商店が点在し、その周りを田園地帯が囲んでいる。かつて谷原領3万石であったこの地域の特色が色濃く残る地区である。
東は日川、西は十和・常総市水海道川又町、南は下長沼・宮戸、北は樛木（つきぬき）・北袋と接している。

## 世帯数と人口
2017年（平成29年）8月1日現在の世帯数と人口は以下の通りである。
| 大字   | 世帯数 | 人口  |
| ------ | ------ | ----- |
| 上長沼 | 76世帯 | 244人 |

## 交通
つくばみらい市コミュニティバス｢みらい号｣が地域内を走っている。 最寄駅は首都圏新都市鉄道つくばエクスプレスみらい平駅、もしくは関東鉄道常総線水海道駅である。
コミュニティバス
地域内には「ひしぬま歯科医院前」、「十和小学校入口」の停留所がある。
| 系統 | 主要経由地                                    | 行先           | 運行会社 |
| --- | --------------------------------------------- | -------------- | -------- |
| 北西（右） | 福岡寺前・城山運動公園入口・紫峰ヶ丘2丁目     | 循環みらい平駅 | ■関鉄    |
| 北西（左） | 谷和原庁舎・小絹駅・守谷駅東口・紫峰ヶ丘2丁目 | 循環みらい平駅 | ■関鉄    |
| 備考 - 循環は循環路線 - 北西（右）は、つくばみらい市コミュニティバスの系統。北西は北西ルート、（右）は右回りを意味する。 |                                               |                |          |

## 小・中学校の学区
市立小・中学校に通う場合、学区は以下の通りとなる。
| 番地 | 小学校                     | 中学校                       |
| ---- | -------------------------- | ---------------------------- |
| 全域 | つくばみらい市立十和小学校 | つくばみらい市立谷和原中学校 |

## 施設
- つくばみらい市立十和小学校
- 谷和原公民館十和分館
- 上長沼集会所